# 小田將聖
小田將聖（日语：／ Oda Shosei，2006年12月2日—）是日本東京都出身的偶像、歌手、演員。曾隸屬於STARTO ENETERTAINMENT，是旗下小傑尼斯團體「少年忍者」的前成員。

## 簡歷
小學4年級的時候，以在電影中看到V6成員岡田准一的動作場景為契機，參加了傑尼斯事務所的海選，於2018年6月23日加入事務所。作為少年忍者的成員開始活動。
2025年4月16日宣布因希望專注於學業，於同年4月30日起離開STARTO ENTERTAINMENT。

## 人物
特技是後空翻，興趣是閱讀和鑑賞動畫。

## 出演
只記錄個人出演。組合出演請參閱小傑尼斯#少年忍者。

### 電視劇
- 僕はどこから（日语：僕はどこから） 第2話・第6話[4]（2020年1月16日・2月13日，東京電視台） - 飾演 藤原智美（幼少期）
- 文豪少年！~用小傑尼斯解讀名作~ 第3話（2021年4月4日，WOWOW） - 飾演 主演・カフス役（和田村海琉雙主演）[5][2]
- 難破MG5  第5話（2022年5月18日，富士電視台） - 飾演 佐藤淳一[6]
- 邁向未來的倒數10秒  最終話（2022年6月9日，朝日電視台） -  飾演 近藤潤[7]
- 新春特別篇 DOCTORS～最強名醫～FINAL（2023年1月3日，朝日電視台） - 飾演 皆川翔太[8]

### 電影
- 瀧澤歌舞伎 ZERO 2020 The Movie（2020年12月4日上映）[9]
- 東西小傑尼斯 我們的生存戰爭（2022年4月1日上映） - 飾演 緑川[10]

### 短片
- 三原色「Blue」篇（2022年10月24日 - 公開，唐津市特設網站「カラフルカラツ」） - 飾演 主演・岡田紘汰[11][12]

### 廣告
- 荏原食品「黄金の味」（2019年4月1日 - ）[13]

## 脚注
1. 1 2  . ISLAND TV.   [2022-11-18]. （原始内容存档于2022-11-18）.
2. 1 2  . Real Sound. 2021-04-03  [2021-06-29]. （原始内容存档于2022-11-18）.
3. ↑  . ORICON NEWS. 2025-04-16  [2025-04-16]. （原始内容存档于2025-04-17） （日语）.
4. ↑  . Johnny's net. ジャニーズ事務所.   [2021-12-20]. （原始内容存档于2022-11-18）.
5. ↑  . cinra.net. 2021-03-06  [2021-03-06]. （原始内容存档于2022-12-02）.
6. ↑  . ORICON NEWS. oricon ME. 2022-05-11  [2022-05-11]. （原始内容存档于2022-11-18）.
7. ↑  . マイナビニュース (マイナビ). 2022-06-08  [2022-06-08]. （原始内容存档于2022-12-20）.
8. ↑  . ORICON NEWS. 2022-12-16  [2022-12-16]. （原始内容存档于2022-12-20） （日语）.
9. ↑  . MANTANWEB. 2020-10-26  [2021-02-14]. （原始内容存档于2022-11-18）.
10. ↑  . ORICON NEWS. 2021-12-02  [2021-12-06]. （原始内容存档于2022-11-18）.
11. ↑  . モデルプレス. ネットネイティブ. 2022-10-24  [2022-10-24]. （原始内容存档于2022-10-24）.
12. ↑  松岡蒼大. . 佐賀新聞. 佐賀新聞. 2022-10-26  [2022-10-27]. （原始内容存档于2023-01-23）.
13. ↑  . 日本食糧新聞電子版. 2019-04-12  [2021-02-01]. （原始内容存档于2022-11-18） （日语）.

## 外部連結
- 小田將聖 簡介 （页面存档备份，存于） - ISLAND TV